# Nakladatelství LEDA
Nakladatelství LEDA (LEDA spol. s r.o.) – czeskie wydawnictwo założone w 1992 roku. Specjalizuje się w wydawaniu słowników, podręczników i poradników językowych oraz materiałów encyklopedycznych. Koncentruje się zarówno na głównych językach świata, jak i na językach mniejszych narodów i krajów.